# Helmut Lecheler
Helmut Lecheler (* 13. Februar 1941 in Bamberg; † 13. Mai 2016) war ein deutscher Rechtswissenschaftler.

## Leben
Nach dem Studium in Erlangen, Bonn und Paris legte er 1965 die erste juristische Staatsprüfung in Erlangen ab. Nach der Promotion 1967 bei Walter Leisner, dem Assessorexamen 1969 in Nürnberg, der Diplomprüfung 1971 für Kaufleute in Nürnberg und der Habilitation 1977 in Erlangen – wieder bei Leisner – war er von 1978 bis 1981 ordentlicher Universitätsprofessor an der Philipps-Universität Marburg, von 1981 bis 1992 ordentlicher Universitätsprofessor an der Friedrich-Alexander-Universität Erlangen und von 1992 bis 2006 ordentlicher Universitätsprofessor an der FU Berlin. Seit 2006 war er emeritiert.
Seine Tätigkeitsschwerpunkte waren das Europarecht, das öffentliche Wirtschaftsrecht, insbesondere das deutsche und europäische Energierecht, Regulierungsrecht, das öffentliche Dienstrecht sowie das allgemeine deutsche Verfassungs- und Verwaltungsrecht.

## Werke (Auswahl)
- Personalpolitik und Personalführung in der öffentlichen Verwaltung. Kritik und Vorschläge. Bonn-Bad Godesberg 1972, ISBN 3-17-109031-7.
- Die Personalgewalt öffentlicher Dienstherren. Berlin 1977, ISBN 3-428-03857-6.
- Arbeitsmarkt und öffentlicher Dienst. Bonn 1979, ISBN 3-87999-013-1.
- Die Beamtenaufgaben nach dem Funktionsvorbehalt des GG. Bonn 1986, ISBN 3-87999-039-5.
- Verwaltungslehre, Kurzlehrbuch Stuttgart u. a. 1988.
- Das Subsidiaritätsprinzip: Strukturprinzip einer europäischen Union. Berlin 1993.
- mit Jörg Gundel: Übungen im Europarecht. Lehrbuch, Berlin/New York 1999.
- Der Grundsatz der Effektivität im Gemeinschaftsrecht – Herkunft und Ausprägung. Wien 2002.
- Einführung in das Europarecht. Lehrbuch, München 2000, 2. neu bearbeitete Auflage 2003.
- mit Claas Friedrich Germelmann: Zugangsbeschränkungen für Investitionen aus Drittstaaten im deutschen und europäischen Energierecht. Tübingen 2010.